# Croix de Castelnaudary
La croix de Castelnaudary est une croix située à Castelnaudary, en France.

## Localisation
La croix est située sur la commune de Castelnaudary, dans le département français de l'Aude.

## Historique
L'édifice est classé au titre des monuments historiques en 1913.